# Le amicizie particolari (romanzo)
Le amicizie particolari è un romanzo in larga parte autobiografico scritto nel 1943 dall'autore francese Roger Peyrefitte e pubblicato l'anno successivo.
Il libro tratta della relazione amorosa platonica fra due ragazzi in un collegio religioso, e di come essa venga distrutta dalla volontà di un sacerdote di preservarli dal "peccato" sempre incombente d'omosessualità.

## Accoglienza
Il libro havinto il Premio Renaudot nel 1944. In gara anche per il Premio Goncourt, questo riconoscimento è andato ad un'altra scrittrice, a causa del contenuto scabroso. 
Tra gli scrittori, l'accademico e Premio Nobel François Mauriac ha fortemente criticato l'opera letteraria, in special modo quando si stava lavorando all'adattamento cinematografico del 1964. Le considerazioni di Mauriac (sulla necessità di far recitare bambini ancora piccoli in ruoli ambigui) sono state accolte da vari intellettuali, tanto che Peyrefitte ha risposto con una lettera aperta, assai biasimata per la sua volgarità dalla testata Le Monde.

## Trama
La storia ruota attorno a Georges de Sarre, un diciassettenne che viene mandato a studiare nel collegio di Saint-Claude nella Francia degli anni venti. Inizia a far conoscenza con gli altri ragazzi e viene subito informato un po' enigmaticamente dallo scostante Marc Blajan che alcuni tra i compagni non sono così "buoni" come appaiono, in quanto non seguono la regola della castità, peccando pertanto d'incontinenza, sia da soli che con "amici particolari" solitamente più piccoli che frequentano il 1º anno.

Poco dopo Georges comincia ad interessarsi a Lucien Rouvère, e rimane sgomento quando apprende che il compagno ha già intrecciato una relazione segreta con un altro studente, André Ferron. Divorato dalla gelosia, Georges ruba una poesia dedicata a Lucien scritta e firmata da André, ottenendo così, seppure involontariamente, di far espellere il rivale, dopo che questa è giunta nelle mani di un sorvegliante. I suoi tentativi di sostituirsi ad André nel cuore di Lucien si rivelano però infruttuosi.
Georges, allora, intreccia uno stretto rapporto sentimentale con il tredicenne Alexandre Motier, fratello del suo compagno Maurice, un ragazzino delizioso, dolce e sensibile. Tale relazione, che vive per lo più di incontri segreti all'interno d'una serra durante le ore serali, biglietti e poesie d'amore e qualche bacio rubato, induce però al sospetto padre Lauzon, confessore sia di Georges che di Alexandre, e soprattutto il nuovo sorvegliante, padre de Trennes, un personaggio ambiguo e indecifrabile che per primo comprende e mette a rischio l'amicizia speciale che intercorre tra i due ragazzi.
Nonostante l'apparente condanna (i preti cattolici che gestiscono la scuola difatti disapprovano ampiamente questo tipo di relazioni, anche se mai giunte ad un esplicito livello sessuale), alcuni di loro mascherano a fatica gli stessi sentimenti pederastici nei confronti dei loro giovani allievi. Uno di loro è sicuramente Trennes, che ama invitare alcuni ragazzi "eletti" ad unirsi a lui nella sua stanza di sera tardi con la scusa d'offrir loro alcol e sigarette.

Quando Georges lo vede invitare Maurice in piena notte, scrive una lettera anonima al padre superiore Lauzon (amico personale della famiglia di Maurice e del piccolo Alexander, di cui si erge a protettore), ottenendo in tal modo l'allontanamento di padre de Trennes, sventando così queste sue "cattive abitudini".
Tuttavia, durante una gita Georges e Alexandre vengono sorpresi da padre Lauzon, che ordina loro di troncare immediatamente la loro amicizia, sempre più pericolosa per la purezza morale d'entrambi. A Georges, che si mostra come il più contrito, ordina inoltre di consegnargli subito i biglietti ricevuti da Alexandre, questo come segno della fine della loro storia. Il giovane, rientrato a casa per le vacanze estive, obbedisce mandando una raccomandata con alcuni dei biglietti al padre Luzon e pianificando di spiegare per bene tutto l'accaduto in seguito all'amico, e che in realtà i suoi autentici sentimenti nei suoi confronti non sono minimamente cambiati; ma Alexandre, non sapendo che Georges è stato costretto a compiere un simile passo e sentendosi tradito nel più profondo del cuore, si suicida avvelenandosi. Georges viene a sapere del gesto scorrendo il quotidiano che riporta, in altra pagina, i suoi successi scolastici e quelli dei suoi compagni del collegio, compreso Alexandre.

Lauzon cerca di confortare George, appena venuto a sapere della terribile disgrazia. Georges, che aveva pianificato di compiere il medesimo gesto di Alexandre, decide di continuare a vivere come se fosse una doppia persona e come se Alexandre continuasse a vivere in lui.
L'opera è stata lodata per il suo stile elegante e la discrezione con cui l'argomento viene trattato. Esemplare è, a questo proposito, la domanda che Alexandre pone all'amico: "Georges, tu sai le cose che non bisogna sapere?".

## Opere derivate
Nel 1964 dal romanzo è stato tratto il film omonimo, diretto da Jean Delannoy.

## Edizioni in italiano
- Roger Peyrefitte, Le amicizie particolari, traduzione di Glauco Natoli, Torino: Einaudi, 1948
- Roger Peyrefitte, Le amicizie particolari, traduzione di Glauco Natoli, Milano: Mondadori, 1963